# Karl Rothenbücher
Karl Rothenbücher (* 1. August 1880 in Augsburg; † 14. Oktober 1932 in München) war ein deutscher Jurist.
Rothenbücher war Professor für Kirchen- und Staatsrecht sowie Soziologie an der Ludwig-Maximilians-Universität München, der die Trennung von Staat und Kirche, die Grenzen des Artikels 48 und das Recht auf freie Meinungsäußerung der Weimarer Verfassung rechtsdogmatisch entwickelte.

## Leben und Werdegang
Rothenbücher stammte aus einer Familie von Forst- und Landwirten aus dem Spessart. Er selbst besuchte zunächst ein Gymnasium in Augsburg und machte dann 1898 Abitur am Wilhelmsgymnasium München. An den Universitäten München und Berlin studierte er Rechtswissenschaften. 1905 bestand er in München das 2. Staatsexamen. 1906 wurde er von dem Rechtshistoriker Karl von Amira mit der Schrift Geschichte des Werkvertrags nach deutschem Rechte in München promoviert. Mit der Schrift Die Trennung von Staat und Kirche habilitierte er sich 1908. Von 1908 bis 1910 war er Privatdozent an der Universität München, wo er von 1910 bis 1912 als außerordentlicher Professor und seit 1912 bis zu seinem Tod als ordentlicher Professor für Kirchen- und Staatsrecht wirkte. Ab 1927 lehrte er auch Soziologie.
1911 heiratete er in München Berta Eysser (1885–1943). Die beiden hatten zwei Söhne und eine Tochter.
Ab 1917 leistete Rothenbücher Kriegsdienst, zuletzt in der politischen Abteilung des Oberkommandos Bukarest.

## Wirken
Während der Münchner Räterepublik 1919 wurde Rothenbücher zum Leiter des „Aktionsausschusses für die Umgestaltung der Universität“ ernannt, in dem Nichtordinarien einschließlich der Studenten über ein hohes Stimmenübergewicht gegenüber den Ordinarien verfügten. Rothenbücher war ein Freund der Weimarer Republik.
1924 erschien seine aufsehenerregende Broschüre „Der Fall Kahr“, in der Rothenbücher den Regierungspräsidenten von Oberbayern, Gustav von Kahr, des Hochverrates wegen seiner Beteiligung am sogenannten Hitlerputsch im November 1923 beschuldigte. Neben Kahr beschuldigte Rothenbücher auch Otto von Lossow und Hans von Seißer.
Sein Referat Das Recht der freien Meinungsäußerung auf der Münchner Staatsrechtslehrertagung 1927 hatte für die Rechtsdogmatik des Meinungsbegriffs eine grundlegende Bedeutung. In Auslegung des Art. 118 der Weimarer Reichsverfassung (WRV) entwickelte Rothenbücher als erster Jurist eine besondere Meinungsfreiheit von Hochschullehrern im Rahmen ihrer Forschung. Carl Schmitt rezipierte Rothenbüchers Meinungsbegriff.
Rothenbücher ist dem Rechtspositivismus zuzuordnen. In seinen letzten Lebensjahren befasste er sich mit Fragen der Rechtssoziologie. Der mit seiner Professur verbundene Lehrauftrag wurde 1927 um das Gebiet „Gesellschaftslehre“ erweitert. Sein Werk Rechtssoziologie blieb unvollendet und ist nur noch fragmentarisch im Nachlass vorhanden. Mögliche Einflüsse durch das Werk Max Webers sind noch nicht erforscht, obwohl Rothenbücher mit Max Weber in dessen Münchener Zeit befreundet war.
In den Jahren 1926 bis 1932 war Rothenbücher Mitherausgeber der Zeitschrift für öffentliches Recht.
Nach Michael Behrendts Darstellung der Münchener Studentenkrawalle von 1931 gegen Hans Nawiasky warf dieser Rothenbücher vor, er habe die erforderliche Objektivität gegenüber dem Studenten Hagert, der Nawiasky u. a. als „Saujuden“ bezeichnet hatte, vermissen lassen.
1932 forderte Rothenbücher in Vorträgen und Zeitungsartikeln eine genaue Festlegung der Schranken des Notverordnungsrechts nach der Weimarer Verfassung.
Für die Neubesetzung des Lehrstuhl Rothenbüchers und anderer Lehrstühle schlug Hans Frank 1933 dem Dekan der Juristischen Fakultät, Wilhelm Kisch, u. a. Otto Koellreutter und Carl Schmitt vor.
Der Nachlass Rothenbüchers wird vom Max-Planck-Institut für europäische Rechtsgeschichte in Frankfurt am Main seit 1999 als Dauerleihgabe aufbewahrt. Neben seinen Veröffentlichungen umfasst der Nachlass den gesamten Bestand an Arbeitsmaterialien, Manuskripten, Briefen, Urkunden und Fotos Rothenbüchers.

## Schriften (Auswahl)
- Geschichte des Werkvertrags nach deutschem Rechte (= Untersuchungen zur deutschen Staats- und Rechtsgeschichte, Band 87), Breslau: Marcus, 1906, 133 Seiten.
- Die Trennung von Staat und Kirche, München: Beck 1908, 478 Seiten.
- Staat und Kirche im neuen Deutschland, Berlin: Springer, 1919, 16 Seiten.
- Der Streit zwischen Bayern und dem Reich um Art. 48 RV. und die Inpflichtnahme der 7. Division im Herbste 1923. In: Archiv des öffentlichen Rechts, Vol. 46 (N.F. 7), No. 1 (1924), S. 71–86.
- Der Fall Kahr (= Recht und Staat in Geschichte und Gegenwart, Band 29), Tübingen: Mohr 1924, 46 Seiten.
- Die bayerischen Konkordate von 1924. In: Archiv des öffentlichen Rechts N.F. 8.1925 = 47.1925, S. 324–340.
- Über das Wesen des Geschichtlichen und die gesellschaftlichen Gebilde, Tübingen: Mohr 1926, 140 Seiten.
- Das Recht der freien Meinungsäußerung. In: Veröffentlichungen der Vereinigung der Deutschen Staatsrechtslehrer. Band 4, Berlin: de Gruyter 1928, S. 6–43.